# 마환주방
마환주방(魔幻廚房: Magic Kitchen)은 홍콩에서 제작된 이지의 감독의 2004년 영화이다. 유덕화 등이 주연으로 출연하였다.

## 출연

### 주연
- 유덕화
- 언승욱
- 정수문

### 조연
- 왕민덕
- 장신열
- 매기 큐
- 진숙란
- 풍덕륜
- 히구치 아스카
- 곡덕소
- 나가영
- 이력지
- 연진
- 소영강
- 황추생
- 오언조
- 나혜연